# 1991 في البرازيل
فيما يلي قوائم الأحداث التي وقعت خلال عام 1991 في البرازيل.

## سياسة

### تعيين في المنصب
- 1 فبراير – جوسيه سارني عضو مجلس الشيوخ من البرازيل.

## رياضة
- 24 مارس – جائزة البرازيل الكبرى 1991 الفائز آيرتون سينا.

## مواليد

### يناير
- 5 يناير – جورجي دي مورا خافيير[1]
- 7 يناير – روان تيكسيرا سيلفا لاعب كرة قدم برازيلي.[2]
- 15 يناير – فيليبي بيرتولدو لاعب كرة قدم برازيلي.
- 26 يناير – أليكس ساندرو لاعب كرة قدم برازيلي.[3]

### فبراير
- 13 فبراير – ألان باتريك لاعب كرة قدم برازيلي.
- 24 فبراير – ليوناردو دوس سانتوس ليما لاعب كرة قدم برازيلي.
- 25 فبراير – صامويل روزا لاعب كرة قدم برازيلي.[4]
- 28 فبراير – ريناتو ريزيندي درّاج طريق برازيلي.

### مارس
- 3 مارس – مويسيس ريبيرو سانتوس لاعب كرة قدم برازيلي.[5]
- 5 مارس – خايرو بريرا ريس لاعب كرة قدم برازيلي.
- 6 مارس – رودريغو مورينو لاعب كرة قدم برازيلي.[6]
- 10 مارس – لويس غوستافو مرليري دا سيلفا لاعب كرة قدم برازيلي.[7]
- 26 أغسطس – مارسيلو أوغستو ماتياس دا سيلفا لاعب كرة قدم برازيلي.

### أبريل
- 5 أبريل – غويليرم دوس سانتوس توريس لاعب كرة قدم برازيلي.[8]
- 6 أبريل – خوسيه نيلسون دوس سانتوس سيلفا لاعب كرة قدم برازيلي.[9]
- 10 أبريل – رونالدو هنريكه سيلفا لاعب كرة قدم برازيلي.[10]
- 17 أبريل – جيسيكا كوينتينو لاعبة كرة يد برازيلية.
- 25 أبريل – رونييليت غوميز دوس سانتوس لاعب كرة قدم برازيلي.[11]

### مايو
- 8 مايو – ديفيرسون لاعب كرة قدم برازيلي.[12]
- 12 مايو – دودو فيغويردو لاعب كرة قدم برازيلي.[13]
- 16 مايو – ريكاردو فيشر لاعب كرة سلة برازيلي.
- 22 مايو – فابيو اوكا لاعب كرة قدم برازيلي.

### يونيو
- 3 يونيو – برونو أوفيني لاعب كرة قدم برازيلي.[14]
- 5 يونيو – ريكاردو غولارت لاعب كرة قدم برازيلي.[15]
- 10 يونيو – خوان جيسوس لاعب كرة قدم برازيلي.[16]
- 13 يونيو – لوكاس قواتيريز لاعب كرة قدم برازيلي.[17]
- 14 يونيو – صمويل ألفيس لاعب كرة قدم برازيلي.
- 21 يونيو – فلافيو بريرا لاعب كرة قدم برازيلي.[18]
- 28 يونيو – دينر أسونساو براز لاعب كرة قدم برازيلي.

### يوليو
- 12 يوليو – رافاييل كايتانو دي ألميدا لاعب كرة قدم برازيلي.[19]
- 15 يوليو – دانيلو لويز دا سيلفا لاعب كرة قدم برازيلي.
- 18 يوليو – باولو كونرادو كامو سردين لاعب كرة قدم برازيلي.[20]
- 23 يوليو – إفراين رينتارو لاعب كرة قدم برازيلي.[21]

### أغسطس
- 3 أغسطس – مايرا أغوايار لاعبة جودو برازيلية.
- 25 أغسطس – ألوك
- 26 أغسطس – مارسيلو أوغستو ماتياس دا سيلفا لاعب كرة قدم برازيلي.

### سبتمبر
- 9 سبتمبر – أوسكار لاعب كرة قدم برازيلي.[22]
- 14 سبتمبر – لوكاس فينيسيوس غونسالفيس سيلفا لاعب كرة قدم برازيلي.[23]
- 16 سبتمبر – مارلون تيكسيرا عارض برازيلي.

### أكتوبر
- 2 أكتوبر – روبرتو فيرمينو لاعب كرة قدم برازيلي.[24]

### نوفمبر
- 11 نوفمبر – ويسلي غوميز دوس سانتوس لاعب كرة قدم برازيلي.
- 14 نوفمبر – مانوئيل أفونسو جونيور لاعب كرة قدم برازيلي.[25]
- 23 نوفمبر – ويليان جوزيه لاعب كرة قدم برازيلي.[26]

### ديسمبر
- 20 ديسمبر – جورجينيو لاعب كرة قدم برازيلي.

## وفيات

### نوفمبر
- 15 نوفمبر – سيلفيو هوفمان مازي (مواليد 1908) لاعب كرة قدم برازيلي.